# Liste der Mitglieder der American Academy of Arts and Sciences/1961
Im Jahr 1961 wählte die American Academy of Arts and Sciences 130 Personen zu ihren Mitgliedern.

## Neu gewählte Mitglieder
- Pierre Raoul Aigrain (1924–2002)
- Lawrence Hugh Aller (1913–2003)
- Gabriel Abraham Almond (1911–2002)
- Eric Ashby (1904–1992)
- Richard McLean Badger (1896–1974)
- Edward Christie Banfield (1916–1999)
- Samuel Barber (1910–1981)
- Mirko Basaldella (1910–1969)
- Ingmar Bergman (1918–2007)
- Robert William Berliner (1915–2002)
- Lipman Bers (1914–1993)
- Alexander Steven Bilsland (1892–1970)
- Patrick Maynard Stuart Blackett (1897–1974)
- Dietrich Hans F. Alexander Bodenstein (1908–1984)
- Alexander Jewsejewitsch Braunschtein (1902–1986)
- Philip James Bray (1925–2004)
- Frank Brink (1910–2007)
- Martin Buber (1878–1965)
- Clarence Rodgers Burgin (1899–1990)
- Frederick Henry Burkhardt (1912–2007)
- Albert Angus Campbell (1910–1980)
- Erwin Chargaff (1905–2002)
- John Grahame Douglas Clark (1907–1995)
- George Washington Corner (1889–1981)
- Lyman Creighton Craig (1906–1974)
- Harald Cramér (1893–1985)
- Stephen Harry Crandall (1920–2013)
- Frank Moore Cross (1921–2012)
- Raphael Demos (1892–1968)
- Vincent Gaston Dethier (1915–1993)
- Ninette de Valois (1898–2001)
- Raoul Joseph Marie de Vitry d’Avaucourt (1895–1977)
- Eric Robertson Dodds (1893–1979)
- Peter Elias (1923–2001)
- Rolf Eliassen (1911–1997)
- Gerald Frank Else (1908–1982)
- Wladimir Alexandrowitsch Engelhardt (1894–1984)
- Franklin Lewis Ford (1920–2003)
- William Thornton Rickert Fox (1912–1988)
- Wolfgang Gaston Friedmann (1907–1972)
- Carlton Perry Fuller (1898–1984)
- Carl Wesley Garland (1929–2017)
- Walter Gellhorn (1906–1995)
- Arthur John Gielgud (1904–2000)
- James Freeman Gilbert (1931–2014)
- Stephen Gilman (1917–1986)
- Roy Jay Glauber (1925–2018)
- Boris Goldovsky (1908–2001)
- Donald Jay Grout (1902–1987)
- Alec Guinness (1914–2000)
- Alexander Haddow (1907–1976)
- Howard Hanson (1896–1981)
- Harry Frederick Harlow (1905–1981)
- Donald Olding Hebb (1904–1985)
- Heinz Hopf (1894–1971)
- Merritt Yerkes Hughes (1893–1971)
- Vernon Willard Hughes (1921–2003)
- Arthur Grover Humes (1916–1999)
- Donald Hunter (1898–1978)
- Andrew Fielding Huxley (1917–2012)
- Julian Sorell Huxley (1887–1975)
- William Drumm Johnston (1899–1972)
- Herman Moritz Kalckar (1908–1991)
- Harry Charles Kelly (1908–1976)
- Eugene Patrick Kennedy (1919–2011)
- Wilma Anderson Kerby-Miller (1897–1990)
- Ernst Kitzinger (1912–2003)
- Arthur Kornberg (1918–2007)
- Lawrence Schlesinger Kubie (1896–1973)
- Philip Henry Kuenen (1902–1976)
- Werner Kuhn (1899–1963)
- Wyland Fenway Leadbetter (1907–1974)
- Richard Sully Leghorn (1919–2018)
- Luis Federico Leloir (1906–1987)
- Nelson Jordan Leonard (1916–2006)
- John Virgil Lintner (1916–1983)
- Hugh Christopher Longuet-Higgins (1923–2004)
- Edward Norton Lorenz (1917–2008)
- Fritz Machlup (1902–1983)
- Jacob Marschak (1898–1977)
- Robert Eugene Marshak (1916–1992)
- Garrett Mattingly (1900–1962)
- Nicholas Ulrich Mayall (1906–1993)
- Frank Ambrose McClintock (1921–2011)
- Charles Phillip Miller (1894–1985)
- Neal Elgar Miller (1909–2002)
- John Willard Milnor (* 1931)
- Joan Miró (1893–1983)
- Edwin Evariste Moise (1918–1998)
- Philip Morrison (1915–2005)
- Richard Abel Musgrave (1910–2007)
- George Emmanuel Mylonas (1898–1988)
- Dawid Fjodorowitsch Oistrach (1908–1974)
- David Edward Owen (1898–1968)
- John Campbell Pelzel (1914–1999)
- Ithiel de Sola Pool (1917–1984)
- Alfred Pope (1915–2009)
- William Munro Preston (1909–1989)
- Ronald Filmore Probstein (1928–2021)
- Anatol Rapoport (1911–2007)
- Louis Robert (1904–1985)
- Dwight Parker Robinson (1900–1989)
- Carl Ransom Rogers (1902–1987)
- Max Leonard Rosenheim (1908–1972)
- Paul Narcyz Rosenstein-Rodan (1902–1985)
- William Edward Schevill (1906–1994)
- William Howard Schuman (1910–1992)
- Irving Ezra Segal (1918–1998)
- Philip Selznick (1919–2010)
- Roger Huntington Sessions (1896–1985)
- David Shemin (1911–1991)
- Joseph Julien Snyder (1907–1995)
- Adrian Morris Srb (1917–1997)
- Alfred Hodgin Stanton (1912–1983)
- John Donovan Strong (1905–1992)
- Igor Jewgenjewitsch Tamm (1895–1971)
- Dean Stanley Tarbell (1913–1999)
- Henry Taube (1915–2005)
- Lewis Thomas (1913–1993)
- Nikolaas Tinbergen (1907–1988)
- Kojiro Tomita (1890–1976)
- Hugh Redwald Trevor-Roper (1914–2003)
- Patrick David Wall (1925–2001)
- John Stewart Waugh (1929–2014)
- Louis Weinstein (1909–2000)
- John Wesley Mayhew Whiting (1908–1999)
- Cedric Hubbell Whitman (1916–1979)
- John Paul Wild (1923–2008)
- John Hulton Wolfenden (1902–1989)
- Hideki Yukawa (1907–1981)